# Amesiella philippinensis
Amesiella philippinensis är en orkidéart som först beskrevs av Oakes Ames, och fick sitt nu gällande namn av Leslie Andrew Garay. Amesiella philippinensis ingår i släktet Amesiella och familjen orkidéer.
Artens utbredningsområde är Filippinerna. Inga underarter finns listade i Catalogue of Life.